# Have a Nice Life
Pour l’album de Murs, voir Have a Nice Life (album).
Have a Nice Life est un groupe de rock américain, originaire de Middletown, dans le Connecticut.

## Biographie
Le groupe est né en 2000 de la collaboration entre Dan Barrett et Tim Macuga, deux musiciens américains vivant dans le Connecticut. Ils publient une de leurs cassettes en 2002, Have a Nice Life vs. You, mais continuent avant tout à faire de la musique dans leurs groupes de rock underground respectifs. C'est au milieu des années 2000 qu'ils commencent à concevoir un premier gros projet ensemble. Ils sont alors principalement inspirés par des groupes de post-punk, rock gothique et industriel, shoegaze, black metal et drone.
Le premier album du groupe,  Deathconsciousness (dont la pochette reprend La Mort de Marat), a reçu un bon accueil de la critique depuis sa sortie en 2008. Le groupe étant à l'époque totalement méconnu, la réputation de ce double album ne s'est faite que progressivement, notamment grâce à sa popularité sur des forums et des sites web comme Rate Your Music,.
En 2010, le groupe publie un extended play intitulé Time of Land en téléchargement libre. En janvier 2014, le groupe sort un deuxième album, The Unnatural World, qui, lui aussi, est bien accueilli par l'ensemble de la presse spécialisée,.
En 2019, le groupe a sorti son troisième album intitulé Sea of Worry,.

## Discographie

### Albums studio
- 2008 : Deathconsciousness
- 2014 : The Unnatural World
- 2019 : Sea of Worry

### EP
- 2010 : Time of Land